# Peter Koech
Peter Koech (Kilibwoni, 18 febbraio 1958) è un ex siepista, mezzofondista e maratoneta keniota, vincitore di una medaglia d'argento ai Giochi olimpici di Seul 1988 e detentore del record mondiale dei 3000 metri siepi dal 1989 al 1992.

## Palmarès
| Anno | Manifestazione     | Sede    | Evento       | Risultato | Prestazione | Note |
| ---- | ------------------ | ------- | ------------ | --------- | ----------- | ---- |
| 1987 | Giochi panafricani | Nairobi | 5000 m piani | Bronzo    | 13'44"94    |      |
| 1988 | Giochi olimpici    | Seul    | 3000 m siepi | Argento   | 8'06"79     |      |

## Altre competizioni internazionali
1986
- 7º alla Maratona di Honolulu ( Honolulu) - 2h18'57"
- Bronzo al Gasparilla Distance Classic ( Tampa), 15 km - 43'27"
- Argento alla American Continental 10 km ( Phoenix) - 27'47"
- Oro al Miami Orange Bowl ( Miami) - 28'20"
- Argento alla Crescent City Classic ( New Orleans) - 28'25"
- 4º alla Boulder 10 km ( Boulder) - 29'27"
- Oro alla Bill Recinos Memorial Run ( Albuquerque) - 29'42"
- Argento alla Carlsbad 5000 ( Carlsbad), 5 km - 13'33"

1987
- Bronzo alla Cascade Run Off ( Portland), 15 km - 43'50"
- 4º alla Peachtree Road Race ( Atlanta) - 28'47"

1988
- Bronzo alla Grand Prix Final ( Berlino Ovest), 3000 m siepi - 8'27"09
- 21º al Gasparilla Distance Classic ( Tampa), 15 km - 45'05"
- Bronzo alla Crescent City Classic ( New Orleans) - 28'33"
- 6º alla Carlsbad 5000 ( Carlsbad), 5 km - 13'48"

1989
- 9º alla Boulder 10 km ( Boulder) - 30'09"

1990
- 31º alla Crescent City Classic ( New Orleans) - 31'16"

1997
- 11º alla Maratona di Venezia ( Venezia) - 2h21'26"
- 48º alla Peachtree Road Race ( Atlanta) - 32'10"

1998
- 21º alla Maratona di Boston ( Boston) - 2h18'02"
- 7º alla Maratona di Austin ( Austin) - 2h18'37"
- 15º alla Twin Cities Marathon ( Saint Paul) - 2h23'35"
- 12º alla Mezza maratona di Austin ( Austin) - 1h06'07"
- 12º alla Mezza maratona di Indianapolis ( Indianapolis) - 1h08'11"
- 31º alla Utica Boilermaker ( Utica), 15 km - 47'16"
- 24º alla Tulsa Run ( Tulsa), 15 km - 47'40"
- 14º alla Crescent City Classic ( New Orleans) - 29'38"

1999
- Bronzo alla Mezza maratona di Kansas City ( Kansas City) - 1h11'47"
- 28º alla Utica Boilermaker ( Utica), 15 km - 48'34"
- 34º alla Peachtree Road Race ( Atlanta) - 31'49"